# 赵凯华
赵凯华（1930年5月26日—2024年11月18日），男，浙江杭州人，中国物理学家、物理教育家，北京大学教授，曾任中国物理学会常务理事、副秘书长、副理事长。
2024年11月18日，赵凯华去世。